# Dar Ben Abdallah
Ne doit pas être confondu avec Dar Ben Abdellah.
Le Dar Ben Abdallah (arabe : دار بن عبد الله) est un palais de la médina de Tunis (Tunisie) situé dans le quartier sud, dans le voisinage direct du Tourbet El Bey.
Ce palais du XVIIIe siècle est successivement la propriété d'un notable de la capitale, Mohamed El Bradaï El Ksontini, puis de Slimane Kahia, général en chef de l'armée tunisienne, qui donne à la demeure un grand faste à l'occasion de ses noces avec la fille du souverain Mahmoud Bey en 1814. Le palais est enfin acquis par un riche tisserand de soie des souks de Tunis, Mohamed Tahar Ben Abdallah. La demeure, anciennement connu sous le nom de Dar Kahia hanafi, reste rattaché au nom de ce dernier. Racheté plus tard par l'Office des arts tunisiens, il abrite depuis 1964 le Musée des arts et traditions populaires de Tunis.
Le degré d'élaboration des éléments ornementaux ainsi que les proportions des espaces de réception et la richesse des matériaux utilisés (importés d'Italie) inscrivent le Dar Ben Abdallah dans l'échelle des palais de la médina (Dar Hussein ou encore Dar Lasram) et non pas des maisons bourgeoises. Le palais est un ensemble exemplaire de l'architecture tunisoise domestique du XIXe siècle.

## Architecture

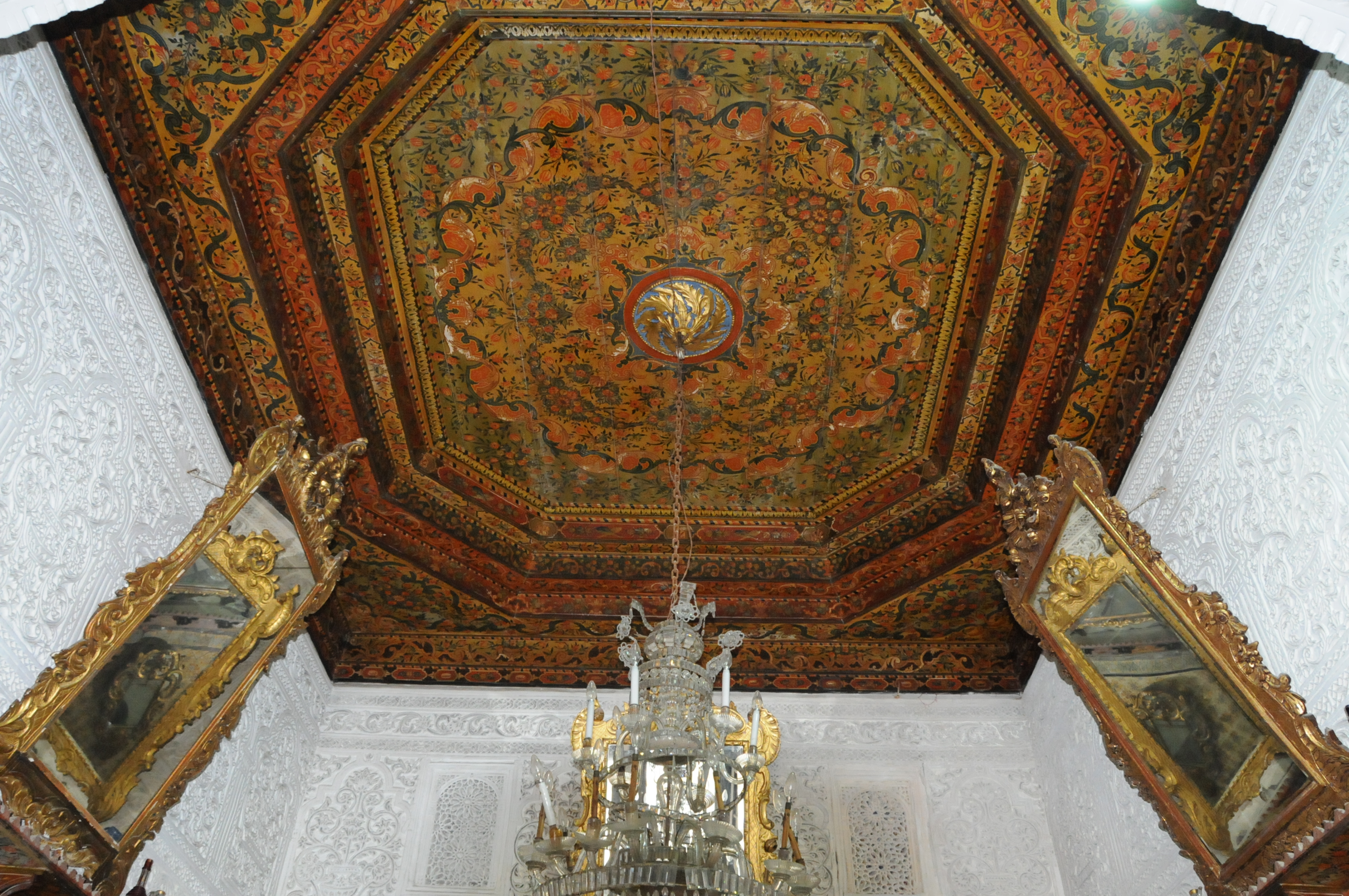
Plafond du grand kbou.

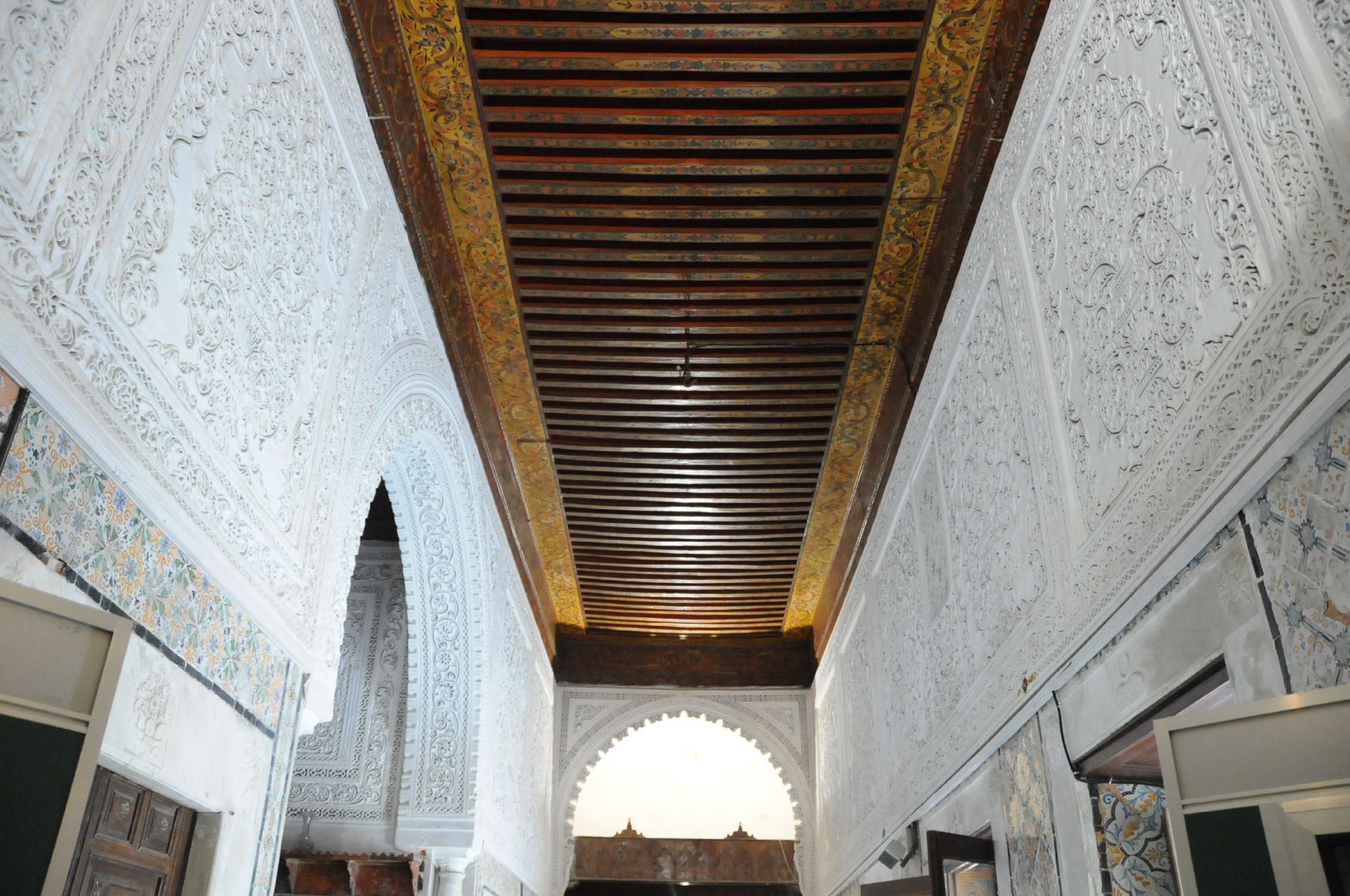
Plafond d'une galerie.

La grande porte du musée ouvre sur une succession de chicanes dont l'articulation permet de préserver l'intimité du patio et de desservir l'étage des invités (dãr el-dhyãf). Ces espaces sont richement revêtus de panneaux de céramique italianisante (facture du XIXe) que surmontent des stucs finement sculptés de calligraphies et de rinceaux.
Des banquettes en pierres calcaires (kadhal) à claveaux noirs et blancs, recouvertes de nattes, permettaient au maître de maison de recevoir (négoces ou commerce) sans perturber la vie familiale. Le grand patio central, entièrement revêtu de marbre blanc de Carrare, est entouré sur ses quatre côtés d'une galerie à portiques surmontée d'une mezzanine. Il réunit quatre appartements transformés en salles d'exposition à la typologie classique (chambres en T et maqsura).
Ces pièces conservent encore quelques joyaux de l'Office des arts indigènes réunis par l'architecte et ethnologue Jacques Revault (coffres en nacre, costumes traditionnels, bijoux, objets de la vie quotidienne, etc.). Outre les splendeurs habituelles — plafonds peints et grande fontaine en marbre à trois vasques superposés —, le palais a conservé son ancienne cuisine. Organisée autour d'un deuxième patio aux belles proportions, elle est lumineuse et communique directement avec la rue Ben Abdallah, ce qui contraste avec les autres pièces relativement sombres et uniquement ouvertes sur le patio. On y découvre les ustensiles traditionnels en poterie, cuivre ou bois.
Le Dar Ben Abdallah jouit en outre d'un makhzen (anciennes écuries) reconverti en musée (outillage artisanal des chéchias) ainsi qu'une d'un vaste jardin d'inspiration andalouse (avec kiosque et fontaines) particulièrement riche.

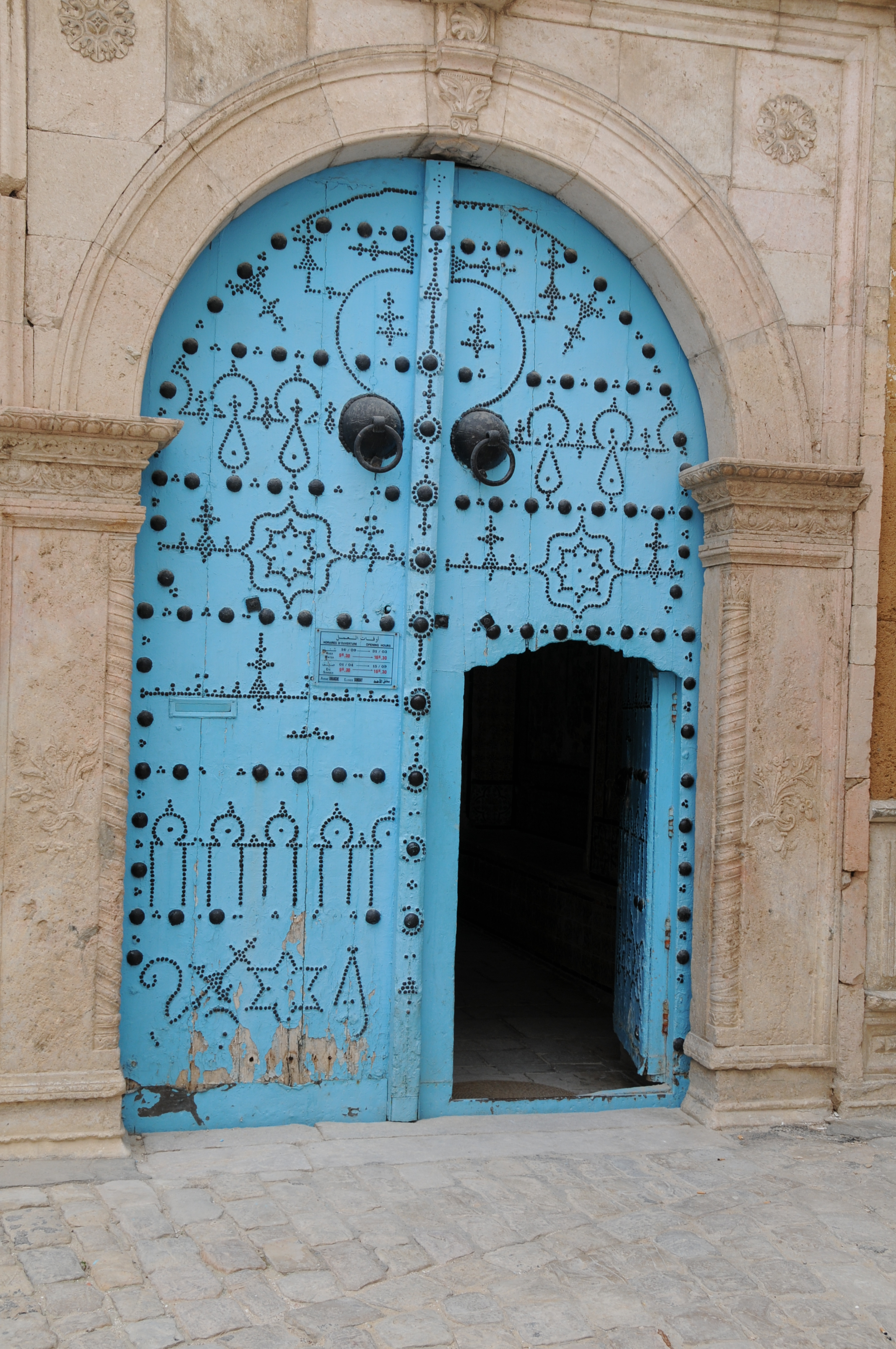
Porte d'entrée du Dar Ben Abdallah.
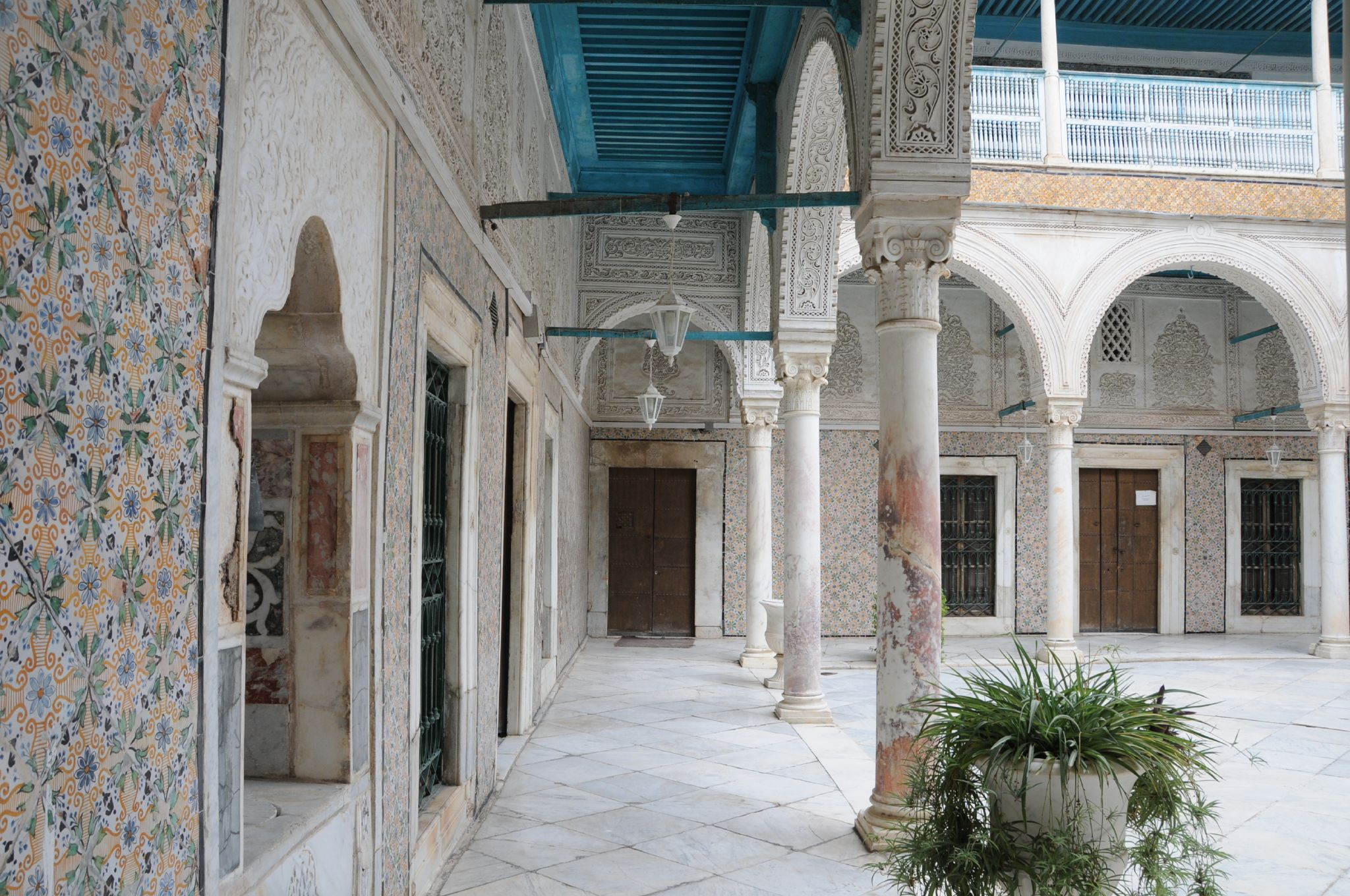
Vue de l'un des portiques du patio.
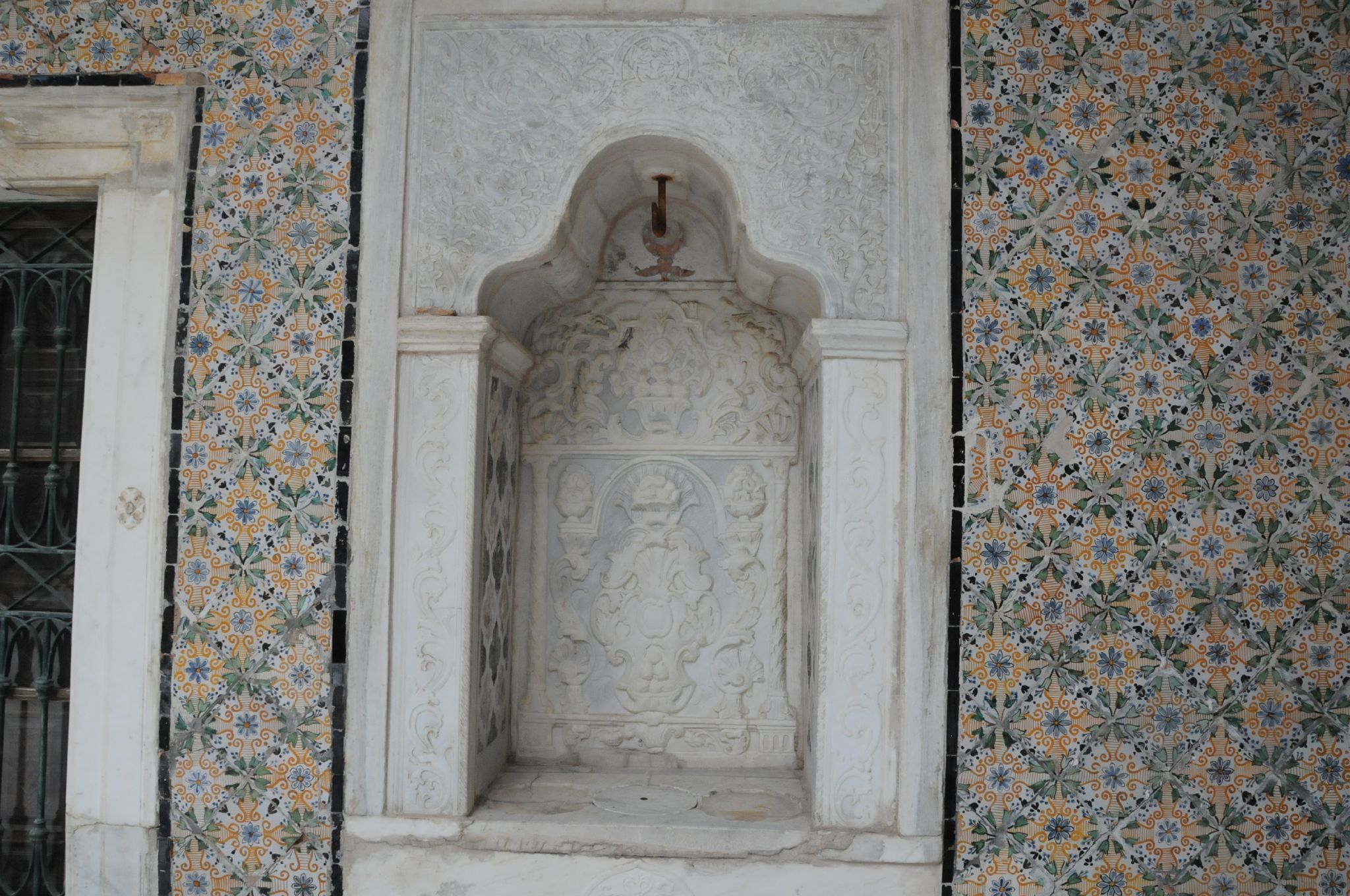
Gros plan sur une niche du patio.

## Musée
Ouvert en 1978, le musée retrace la vie quotidienne de la haute bourgeoisie tunisoise des XIXe et XXe siècles. Il se divise en deux grandes sections : l'une est réservée à la vie familiale avec les principaux événements et rites et l'autre est consacrée à la vie publique de la cité avec ses institutions (mosquées, souks et cafés). La vie économique est illustrée à travers les différents corps de métier. Ces évocations se font sous forme de quatre tableaux consacrés respectivement à l'homme, à la mariée, à la femme et à l'enfant (mannequins en costumes d'époque, meubles, jouets, bijoux et ustensiles domestiques).

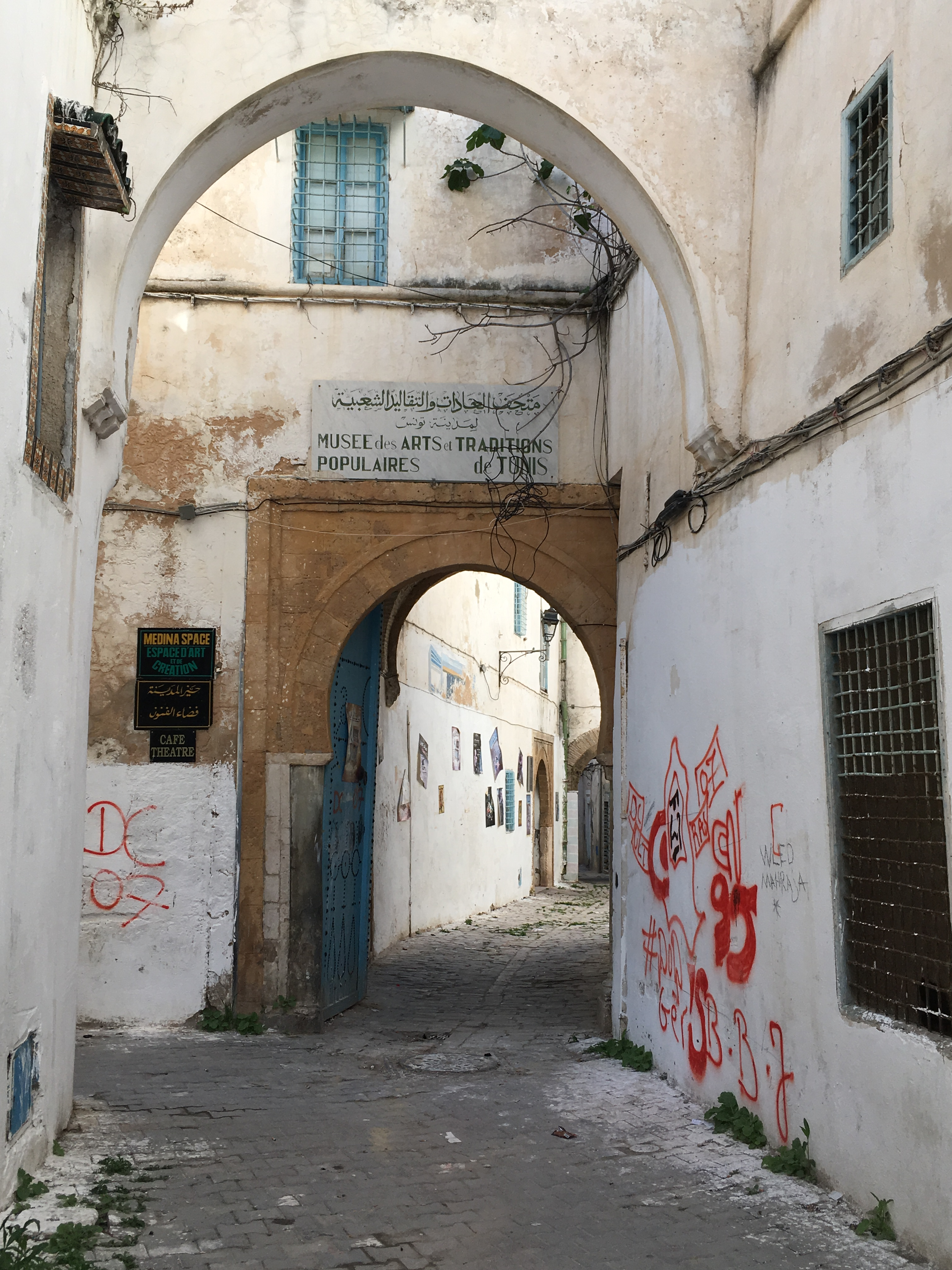
Entrée du musée.
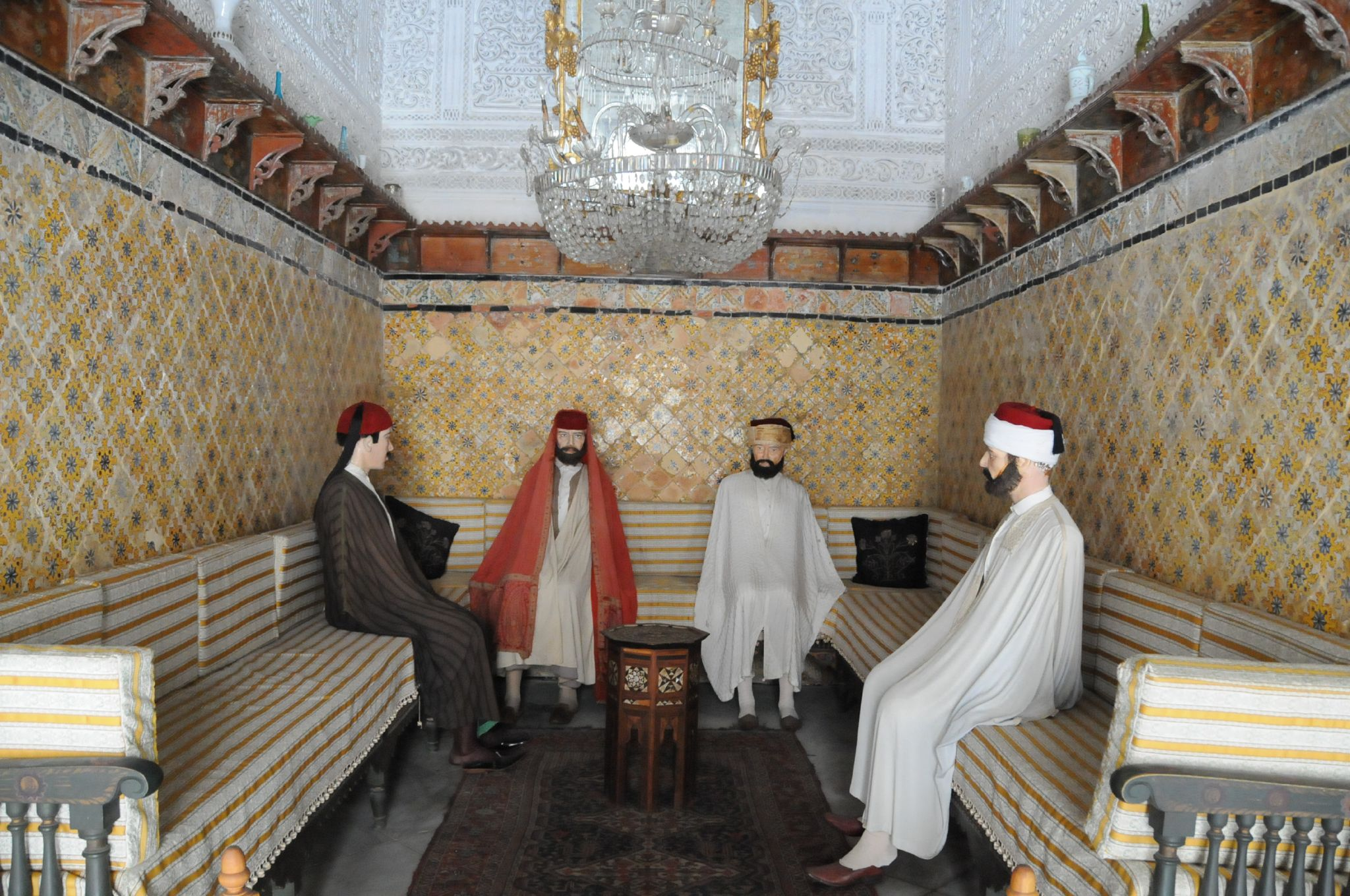
Reconstitution d'une scène de la vie quotidienne.
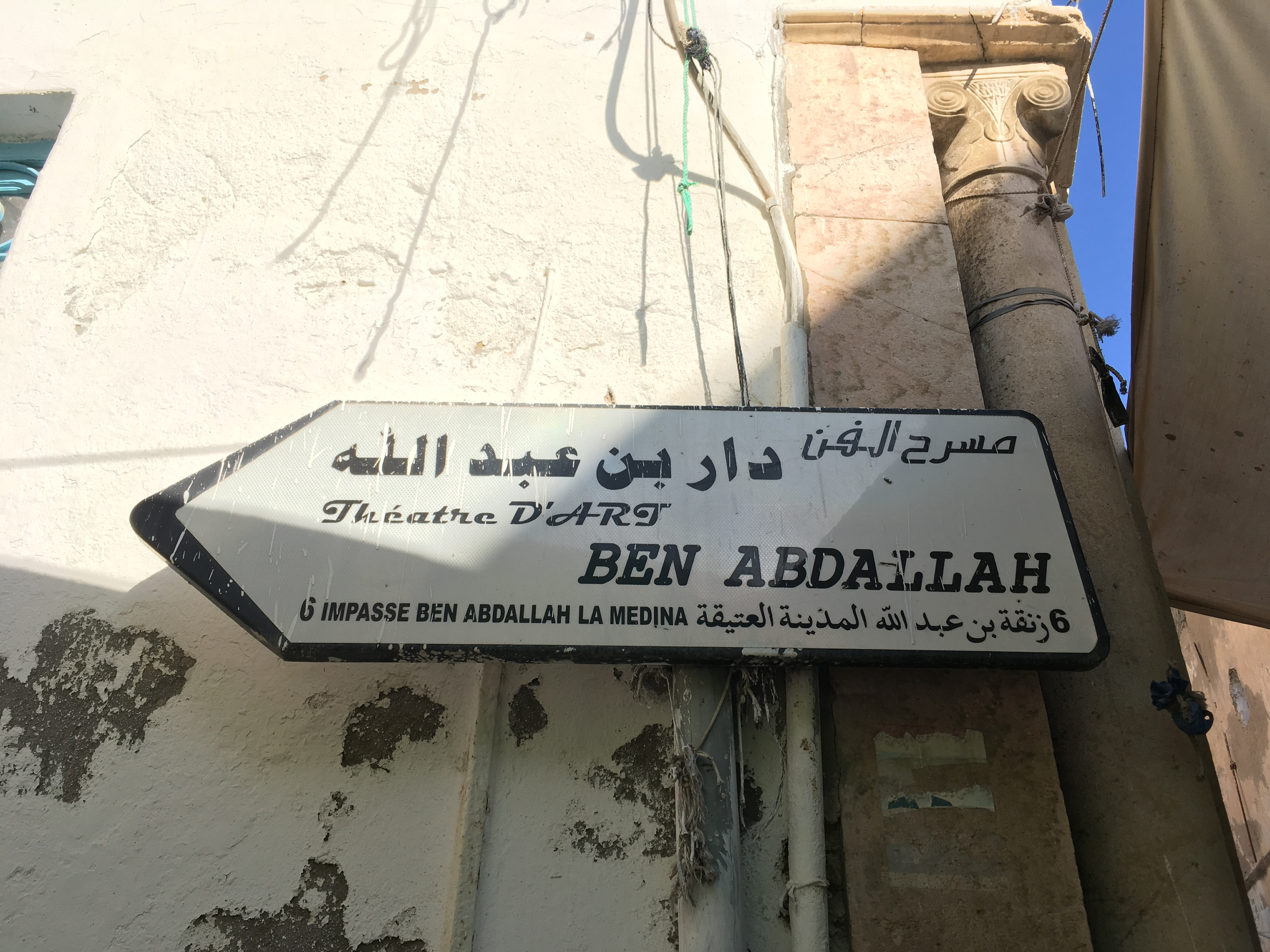
Plaque métallique indiquant le Dar Ben Abdallah.